# Deportivo Galicia
Deportivo Galicia was een Venezolaanse voetbalclub die gesticht werd in de hoofdstad Caracas. In 2002 verhuisde de club naar Maracay in de provincie Aragua en heette vanaf dat moment Galicia de Aragua. De club verdween toen zij werd overgenomen door Aragua FC.

## Geschiedenis
De club was vooral succesvol in de jaren zestig en zeventig. In de jaren tachtig degradeerde de club naar de tweede klasse en kon occasioneel nog terugkeren naar de hoogste klasse. Eind jaren negentig zakte de club zelfs weg naar de derde klasse maar kon dan met twee opeenvolgende titels in 2000 en 2001 terugkeren naar de elite. Daar eindigde Galicia echter op een degradatieplaats.

## Erelijst
- Landskampioen

1964, 1969, 1970, 1974
- Copa de Venezuela

1969, 1979, 1981